# Nereus a Achileus
Nereus a Achileus žili ve 3. století a byli vojáky a mučedníky.

## Hagiografie
Papež sv. Damasus I. psal, že svatí Nereus a Achileus byli římskými vojáky, kteří pomáhali uskutečnit pronásledování křesťanů. Pravděpodobně ale neměli nic proti křesťanům a nechtěli krveprolití, které jim bylo přikázáno uskutečnit. Podlehli strachu a tyto věci vykonali. Poté se obrátili k víře, odhodili zbraně, svlékli si brnění a výzbroj a odešli z tábora. Byli umučeni za pronásledování křesťanů císařem Diocletianem.
Podle jiné legendy, sloužili Flávii Domitille, praneteři císaře Domitiana, byli vyhnáni a spolu s ní konvertovali. Mučedníci byli pohřbeni na hřbitově sv. Domitilly.
Jejich svátek se slaví 12. května.